# Bundz
Il bundz è un formaggio della regione di Podhale, in Polonia.

## Descrizione
Si tratta di un formaggio a base di latte ovino, caratterizzato da un sapore delicato che richiama i fiocchi di latte. Viene prodotto in maniera simile all'oscypek. Il latte viene versato in un particolare contenitore (puciera) e sottoposto a cagliatura utilizzando gli enzimi provenienti dallo stomaco dei vitelli giovani. In seguito, la cagliata ottenuta viene sottoposta per alcuni minuti a una temperatura di circa 70 °C. Il prodotto risultante viene poi privato del siero tramite sgocciolamento e fatto stagionare per circa due settimane. Il grasso che viene a formarsi viene rimosso.